# Metroid: Samus Returns
Metroid: Samus Returns (メトロイド サムスリターンズ?, Metoroido Samusu Ritānzu) è un videogioco a piattaforme del 2017 pubblicato da Nintendo per Nintendo 3DS. Titolo bidimensionale della serie Metroid, il gioco è un remake di Metroid II: Return of Samus.

## Trama
La trama è pressoché identica a quella originale, con qualche minima differenza in gameplay (soprattutto nel combattimento) e con nuovi boss e intermezzi animati.
I Chozo, sapienti creature-uccello ormai estinti, avevano creato i Metroid, esseri simili a meduse che succhiavano l'energia della preda, per salvare l'universo da ben due minacce: il Phazon e un'altra di cui la Federazione Galattica non fu mai a conoscenza. Per assicurarsi la loro longevità, i Chozo crearono un ecosistema adatto per i Metroid sul pianeta SR-388. Tuttavia, i Metroid cominciarono ad andare fuori controllo, costringendo i Chozo a sigillarli nelle caverne sotterranee del pianeta.
Col tempo, i Metroid furono scoperti dai Pirati Spaziali, che li usarono come arma per ricattare la Federazione e l'universo, ma furono fermati dalla cacciatrice di taglie Samus Aran, che aveva perso i genitori per mano dei pirati ed era stata cresciuta e allenata dai Chozo. Dopo che Samus salvò l'universo anche dal Phazon, la Federazione giunse ad una conclusione: i Metroid dovevano essere distrutti per il bene dell'universo. Fu mandata una squadra di ricerca su SR-388, ma non fece mai ritorno. Samus, quindi, fu mandata a sterminare i Metroid sul loro pianeta.
Oltre che alle larve Metroid, Samus dovette affrontare anche versioni più evolute e mature; i Metroid Alpha, Gamma, Zeta e Omega; e pure un sistema di sicurezza Chozo fuori controllo, per arrivare alla tana della Metroid Sovrana, l'evoluzione finale di un Metroid, responsabile della cova delle uova di Metroid. Sconfitta la sovrana, Samus, sul punto di andarsene dalle profonde caverne, si trovò davanti ad un uovo in fase di schiusa e la piccola larva, per imprinting, scambiò Samus per sua madre, la quale, decise di adottarla.
Ma proprio mentre Samus e il Metroid si preparavano a lasciare il pianeta, sopraggiunse Ridley, il vice dei Pirati Spaziali (e assassino degli Aran), sopravvissuto alla guerra al Phazon, con il quale aveva migliorato la sua armatura bionica (questa sua versione è nota come Proteo Ridley). Il piano di Ridley era di catturare la larva e ricominciare il piano originale ideato da Mother Brain (che stava venendo ricomposta dopo l'ultima battaglia contro Samus) di riutilizzare i Metroid come bioarma da usare contro la Federazione. Samus, quindi, tentò di liberare la larva e di metterla in salvo, ma questa combatté coraggiosamente assieme a sua "madre", assorbendo l'energia di Ridley e trasferendola su Samus. La cacciatrice uscì vittoriosa dallo scontro e lasciò Ridley, svenuto, sul pianeta.
L'ultimo Metroid rimasto fu quindi portato alla stazione di ricerca Ceres, dove Ridley, liberatosi della sua armatura (ormai inutile) era in procinto di dirigersi (cominciano così gli eventi di Super Metroid). L'ultima scena dopo i crediti, vede un Rospex, una rana di SR-388, venire attaccato da un Parassita X, la seconda minaccia intergalattica sconosciuta che i Metroid dovevano tenere a bada. Quello stesso Rospex infetto, difatti, attaccherà e infetterà Samus quando farà ritorno su SR-388 in Metroid Fusion.

## Modalità di gioco
Il gameplay del gioco è stato aggiornato rispetto al gioco originale. Ora Samus può sparare in ogni direzione tramite la mira libera e ha a disposizione una nuova mossa, un attacco ravvicinato col Braccio Cannone. Esso serve per sferrare contrattacchi contro nemici, eseguibili quando si sente un suono scricchiolante e appare un bagliore bianco sul nemico. Se Samus riesce a contrattaccare contro un Metroid o un boss, sarà in una situazione di vantaggio. Oltre all'introduzione di varie abilità aggiunte nei giochi dopo l'originale, è presente una nuova meccanica, l'Aeion, che è utilizzabile per diverse tecniche.

## Accoglienza
| Testata               | Giudizio |
| --------------------- | -------- |
| Metacritic (media al) | 85/100   |
| Destructoid           | 8/10     |
| Famitsū               | 32/40    |
| Game Informer         | 9,75/10  |
| GameSpot              | 9/10     |
| IGN                   | 8,5/10   |
| Nintendo Life         | 10/10    |
| Nintendo World Report | 9,5/10   |
| Polygon               | 9/10     |
| USgamer               | 5/5      |

Metroid: Samus Returns ha ricevuto "recensioni generalmente favorevoli", secondo l'aggregatore di recensioni Metacritic. Andrew Webster di The Verge ha considerato Samus Returns come un ritorno alle origini della serie. Peter Brown di GameSpot ha affermato che rappresentasse uno sguardo al potenziale futuro per i giochi 2D di Metroid. Russ Frushtick di Polygon ha affermato che la grafica del gioco fosse "notevole", sebbene Webster ritenesse che la grafica 3D del gioco lo rendesse più facile e giocabile rispetto a Metroid II. Webster ha anche elogiato l'uso dell'effetto 3D senza occhiali del palmare, affermando che avesse aggiunto un "meraviglioso" senso di profondità. Anche la colonna sonora del gioco di Daisuke Matsuoka ha ricevuto elogi:, Chris Carter di Destructoid ha definito le melodie "incredibilmente belle".
Chris Scullion di Nintendo Life ha dichiarato che l'abilità "Scan Pulse" era una caratteristica utile e che di conseguenza avesse reso il gioco "molto più divertente", sebbene Brown ritenesse che parte del brivido della scoperta fosse perso. Webster ha definito il combattimento del gioco "veloce e fluido", mentre Brown ha scritto che era più aggressivo e soddisfacente del previsto. Al contrario, Martin Robinson di Eurogamer ha criticato il sistema di contrattacco. Samuel Claiborn di IGN si è lamentato dei controlli, affermando che le complicate opzioni delle armi di Samus fanno sì che i giocatori "utilizzino i dorsali, il cursore e i pulsanti frontali del 3DS in modo decisamente doloroso".
Durante la sua prima settimana nel Regno Unito, Samus Returns si è classificato all'ottavo posto in una classifica di tutti i formati. È stato il terzo gioco più venduto in Giappone nella sua settimana di debutto, con 30 855 copie vendute.
 La settimana successiva furono vendute ulteriori 6 206 copie. È stato anche l'ottavo gioco più venduto negli Stati Uniti nel mese di settembre 2017. Sebbene le vendite siano in gran parte diminuite, il gioco è tornato in cima alle classifiche di vendita dell'eShop Nintendo 3DS nel giugno 2021, dopo l'annuncio di Metroid Dread.